# Joanna Michalska
Joanna Michalska (ur. 1967) – polska modelka, śpiewaczka operowa i działaczka polityczna.

## Życiorys
W 1992 ukończyła studia na Akademii Muzycznej w Warszawie. Uczyła się także wokalistyki w szkole muzycznej. 
Uzyskała tytuły Miss Polonia 1990, Miss Gracja, Miss Elegancja i Miss Publiczności. Reprezentowała Polskę na konkursach Miss Universe 1991 i Miss International 1991, na którym dotarła do finałowej piątki. Niedługo po finale konkursu Miss Polonia 1990 otrzymała propozycję zagrania głównej roli w niemiecko-włoskim filmie Ernestyna, który otrzymał nagrodę na Festiwalu Filmowym w Cannes. 
W latach 90. przez niemal dekadę występowała z Andrzejem Rosiewiczem na scenach w Polsce i za granicą. Śpiewa w chórze Teatru Wielkiego – Opery Narodowej.
Maluje obrazy, które prezentowała na wystawach w kraju i za granicą. Jej ulubioną tematyką są pejzaże.
W 2005 wstąpiła do Samoobrony RP. Kandydowała z jej listy w wyborach samorządowych w 2006 do Rady Miasta Warszawa oraz w wyborach w 2007 do Sejmu (otrzymała 114 głosów).

## Życie prywatne
Ma syna, Sebastiana (ur. 2007). Mieszka w Warszawie.